# Tonsilla oesophagealis
Die Tonsilla oesophagealis (Syn. Tonsilla oesophagea, dt. Speiseröhrenmandel) ist eine Ansammlung verdichteten lymphoretikulären Gewebes (Tonsille) im Endabschnitt der Speiseröhre bei Vögeln. Sie ist besonders bei Entenvögeln deutlich ausgebildet. Auch im Bereich des Blinddarms ist bei Vögeln lymphatisches Gewebe vorhanden, das als Tonsilla caecalis bezeichnet wird.